# Salgótarján
Salgótarján – miasto na Węgrzech przy granicy ze Słowacją, 120 km na północ od Budapesztu, stolica komitatu Nógrád oraz powiatu Salgótarján. Miasto liczy 37 166 mieszkańców (styczeń 2011 r.).
Salgótarján otoczone jest lasami i wzgórzami z ruinami zamków na szczytach (m.in. Somoskő/Šomoška).

## XX wiek
Salgótarján założono w 1922 r. jako miasto górnicze. Budynki zaprojektowano w stylu modernistycznym, utrzymując jednolitą estetykę architektury miejskiej. W Salgótarján znajduje się pierwsze na Węgrzech podziemne muzeum górnictwa, dokumentujące przeszłość nógradzkiej niecki węglowej. Nieużytkowany obecnie szyb Józefa został uznany za pomnik przemysłowy.

## Miasta partnerskie
- Doncaster, Wielka Brytania
- Gliwice, Polska
- Bańska Bystrzyca, Słowacja
- Łuczeniec, Słowacja
- Vantaa, Finlandia
- Vigarano Mainarda, Włochy

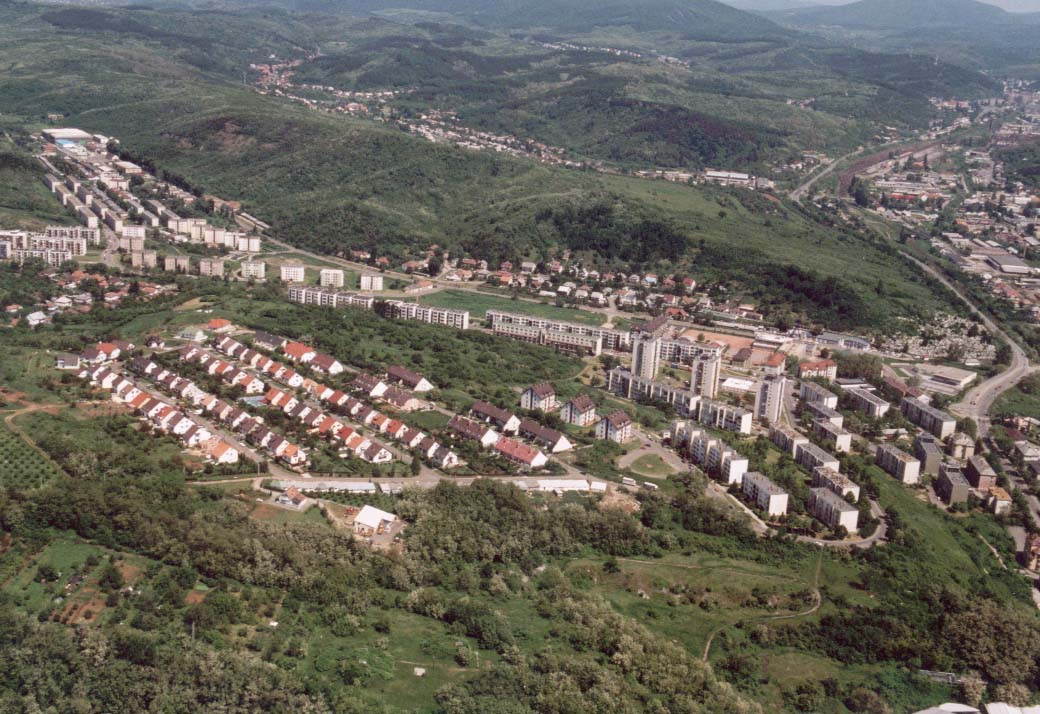
Salgótarján – widok z powietrza

- Nacka, Szwecja
- Valenciennes, Francja